# Martin Luther King

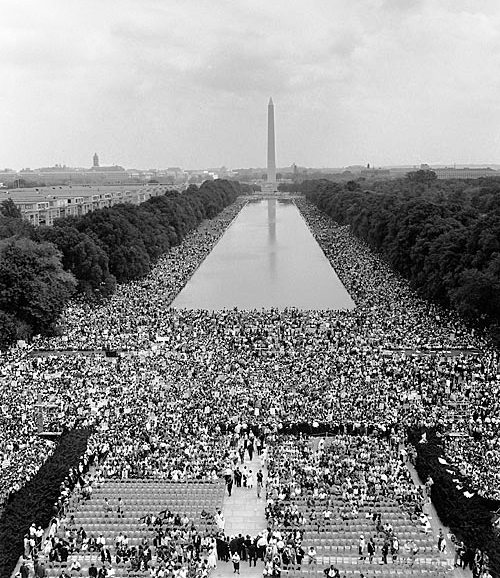
De National Mall tijdens de mars naar Washington bij de toespraak I Have a Dream op 28 augustus 1963

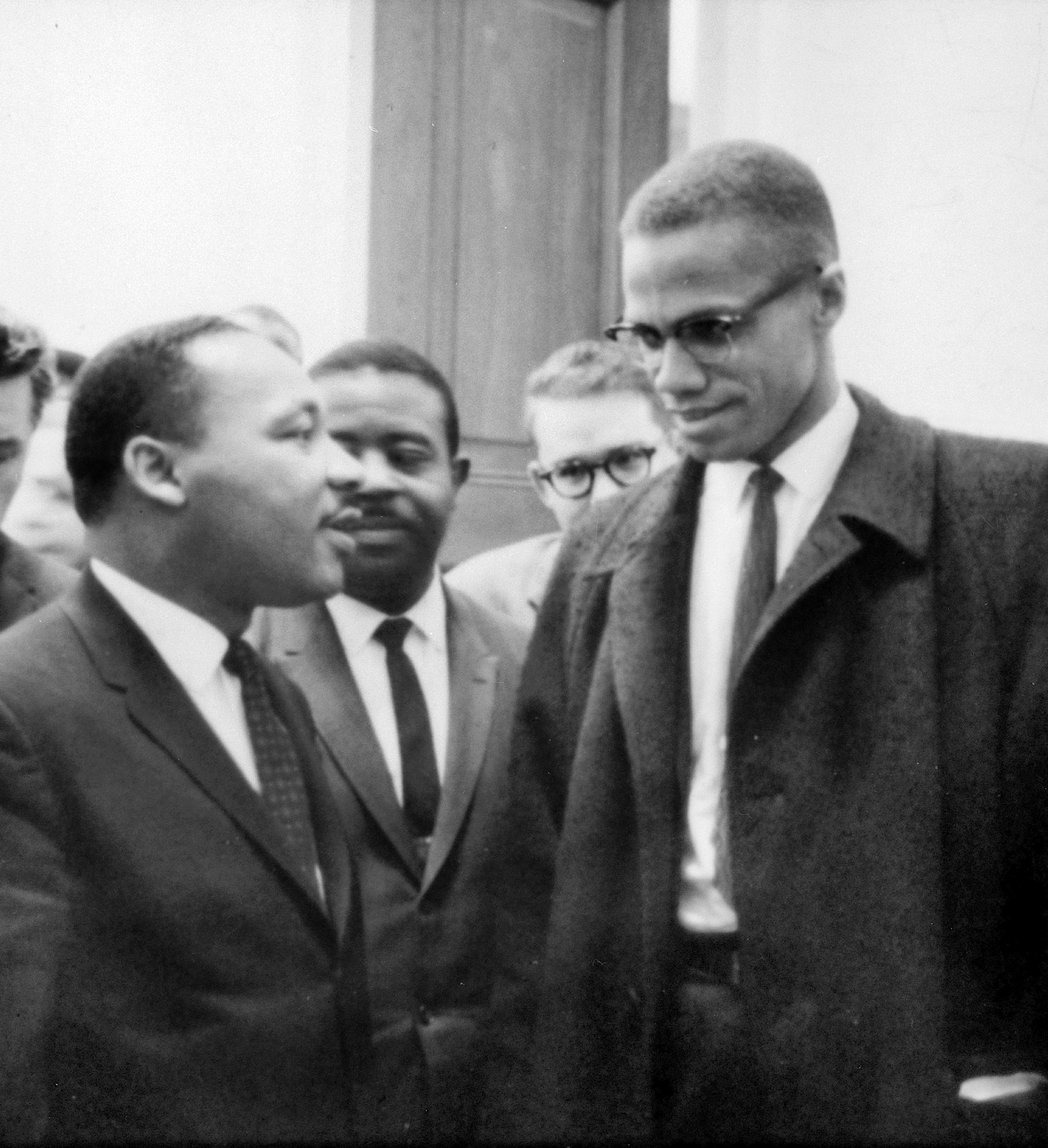
Martin Luther King en Malcolm X ontmoeten elkaar voor een persconferentie. Beide mannen waren naar de senaat gekomen om te luisteren naar het debat over de Civil Rights Act, 26 maart 1964

Martin Luther King, geboren als Michael King (Atlanta, 15 januari 1929 – Memphis, 4 april 1968), was een Amerikaanse baptistendominee, politiek leider en een van de prominentste leden van de Afro-Amerikaanse burgerrechtenbeweging.
King werd beroemd in de jaren 1950 en 1960 dankzij zijn geweldloze verzet tegen de rassenscheiding in de Verenigde Staten, onder meer door de mars naar Washington op 28 augustus 1963 en het boycotten van stadsbussen die blanken bevoordeelden. Zijn verbale en retorische vaardigheden en charismatische uitstraling leverden hem veel roem op, maar King had ook vijanden. Tijdens de betoging in 1963 hield hij op de trappen van het Lincoln Memorial zijn wel bekende toespraak "I Have a Dream", waarin hij zijn hoop uitsprak dat mensen ooit op hun gedrag en niet op hun huidskleur beoordeeld zouden worden. Een jaar later, op 10 december 1964, kreeg hij de Nobelprijs voor de Vrede.
In 1968 werd Martin Luther King op 39-jarige leeftijd doodgeschoten terwijl hij op het balkon van het Lorraine Motel in Memphis stond. Dit was "een tragisch dieptepunt" in de roerige jaren 1960, waarin ook andere progressieven en voorvechters van burgerrechten in de Verenigde Staten, zoals president John F. Kennedy (november 1963), Malcolm X (februari 1965) en Robert F. Kennedy (juni 1968), slachtoffer werden van geweld.
Voor velen is Martin Luther King een symbool voor de burgerrechtenbeweging in de Verenigde Staten gebleven. De derde maandag in januari is in de VS de Martin Luther Kingdag, een nationale feestdag, gewijd aan King en zijn gedachtegoed.

## Biografie
King werd geboren als kleinzoon en zoon van predikanten van de Ebenezer Baptist Church te Atlanta, in de zuidelijke staat Georgia. Hij ondervond al zeer snel dat er in het zuiden nog vele vooroordelen waren tegenover de Afro-Amerikanen en wilde daar wat aan veranderen. Zijn wens was om de donkere mensen en de blanke mensen gelijkwaardig te maken.
Na de dood van zijn grootmoeder deed hij op 12-jarige leeftijd een zelfmoordpoging door van de tweede etage van een huis te springen. Op 15-jarige leeftijd ging hij werken op een tabaksplantage in Connecticut, meer naar het noorden van de V.S., en was onder de indruk van de goedaardige verstandhouding tussen blanken en zwarten daar. In 1953 trouwde hij met de muzikante Coretta Scott.

### Jaren vijftig
King studeerde theologie aan het Crozer Theological Seminary in Chester, Pennsylvania. In 1955 verkreeg hij het doctoraat (Ph.D.). Daarna wijdde hij zich aan zijn ambt van dominee van de Dexter Avenue baptist Church in Montgomery, Alabama, waarin zijn vader hem op 31 oktober (hervormingsdag) 1954 had bevestigd. Daar was hij getuige van een incident dat de burgerrechtenbeweging in een stroomversnelling bracht.
Op 1 december 1955 weigerde de zwarte Rosa Parks haar plaats in een bus aan een blanke reiziger af te staan. Zwarte mensen moesten volgens de plaatselijke verordeningen achter in de bus plaatsnemen. De (eveneens blanke) politie werd erbij gehaald en gaf de blanke chauffeur en passagier gelijk. Rosa Parks werd uit de bus gezet en vervolgens gearresteerd. De zwarte gemeenschap van Montgomery, onder leiding van dominee King, reageerde op het incident met een geslaagde busboycot (1955-1956) en bereikte een belangrijke overwinning toen de busmaatschappij van Montgomery ook zwarten moest toestaan om op iedere plaats in de bus te gaan zitten. Hierna bereikte King spoedig nationale bekendheid vanwege zijn uitzonderlijke charisma en persoonlijke moed. Bij tal van gelegenheden trad hij als spreker op, waarbij hij de discriminatie van de zwarte bevolking aan de kaak stelde.
King stichtte de Southern Christian Leadership Conference (SCLC) en nam het voorzitterschap op zich. Door de vereniging werd hij in staat gesteld terug te gaan naar Atlanta en zich te wijden aan de strijd voor gelijkheid van de zwarte Amerikanen, waarbij zijn grote voorbeeld Mahatma Gandhi was, omdat ook deze streefde naar wilskracht en geweldloosheid bij protesten.
Kings filosofie van niet-gewelddadig verzet leidde bij talrijke gelegenheden tot zijn arrestatie. In totaal is hij 29 keer opgepakt. King werd gehaat door aanhangers van de rassenscheiding in de zuidelijke staten. Er werd een aanslag op zijn woonhuis gepleegd en hij en andere zwarte leiders werden op beschuldiging van samenzwering veroordeeld. Hij werd in de borst gestoken, meermaals geslagen, en bijna dagelijks met de dood bedreigd.
In 1959 bezocht hij India en op de terugweg deed hij Libanon aan en diverse steden op de door Jordanië bezette Westbank en de Oude Stad van Jeruzalem. Hij merkte thuis op dat er een grens loopt en dat als hij Israël zou hebben bezocht hij niet meer in Arabische landen binnen zou kunnen komen. Israël nodigde hem in de jaren 1960 herhaalde malen uit. Hij nam het in beraad om later toch af te zeggen. In een brief schrijft hij over zijn wens om "the Holy land" te bezoeken (als de agenda van de Civil Rights Movement dat toeliet) en het belang van menselijke broederschap (Brotherhood), ook hier. Hij waardeerde de staat Israël als democratie. Hij stierf minder dan een jaar na de Zesdaagse Oorlog.

### Jaren zestig

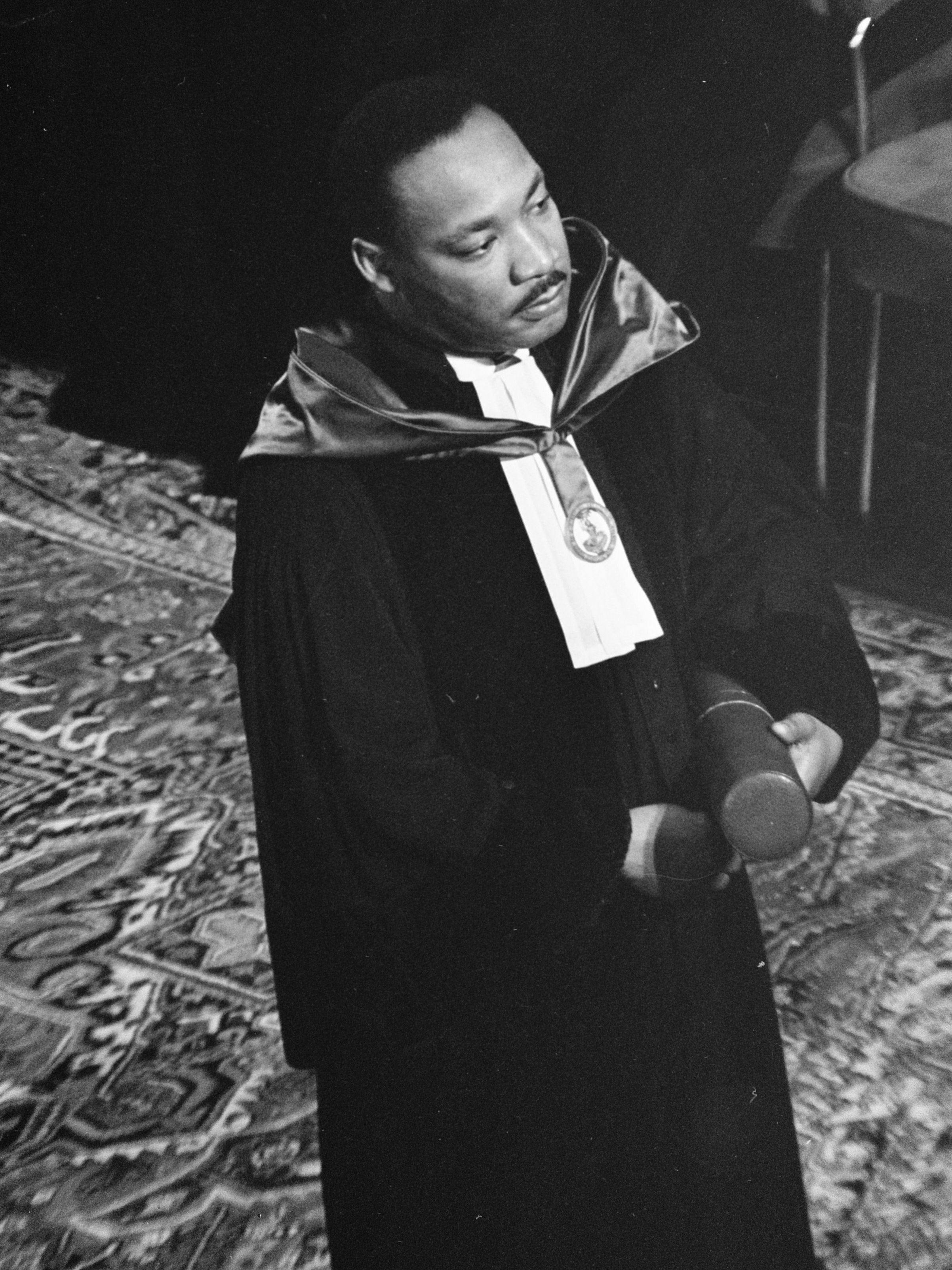
King als eredoctor van de Vrije Universiteit Amsterdam (1965)

Toch hadden Kings campagnes succes: op 28 augustus 1963 hield hij een toespraak tijdens de mars naar Washington, waar meer dan 250.000 mensen op af kwamen en waar Mahalia Jackson op zijn verzoek "I've been buked and I've been scorned" zong. 28 augustus was een beladen datum voor de zwarte Amerikaanse burgerrechtenbeweging. Het was de datum van het lynchen van Emmett Till. Het besluit van zijn moeder Mamie Till om haar zoon in een open kist te begraven, zodat iedereen kon zien wat hem was aangedaan, leidde tot grote opschudding en woede in de zwarte Amerikaanse gemeenschap en voor een keerpunt in de protesten. King beschreef in zijn toespraak dat blanken en zwarten kunnen samenleven en sprak hij de legendarische woorden "I have a dream". In 1964 kreeg hij de Nobelprijs voor de Vrede toegekend. Op 6 augustus 1965 ondertekende president Lyndon B. Johnson de "Voting Rights Act" en willigde zo de meeste van Kings eisen in.
De leidende positie van King binnen de burgerrechtenbeweging werd midden jaren 1960 uitgedaagd, toen er stemmen opgingen om meer militante acties te voeren in plaats van het door King nagestreefde vreedzame protest. Hij behield echter zijn belangrijke positie en ging zich ook op andere zaken richten. Zo uitte hij kritiek op de Vietnamoorlog en maakte hij zijn zorg over armoede kenbaar.
Op 4 april 1967, exact een jaar voor zijn dood, sprak King zich duidelijk uit tegen de rol van de Verenigde Staten in de oorlog en hij stelde dat de Verenigde Staten in Vietnam waren om het "als Amerikaanse kolonie te bezetten" en dat de Verenigde Staten morele veranderingen behoefden.
King was ook het slachtoffer van surveillance en een lastercampagne door het Federal Bureau of Investigation (FBI), dat via het geheime programma COINTELPRO toezicht wilde houden op "staatsgevaarlijke" bewegingen. De episode vormt het thema van Sam Pollards documentaire Martin Luther King vs. the FBI.

### Dood
Op 4 april 1968 werd King in Memphis doodgeschoten op het balkon van het Lorraine Motel (sinds 1991 het National Civil Rights Museum). De moord leidde tot een golf van onlusten in meer dan 60 Amerikaanse steden, waarbij 39 doden vielen. President Lyndon B. Johnson verklaarde 7 april 1968 tot een dag van nationale rouw. Kings begrafenis op 9 april 1968 werd bijgewoond door ruim 150.000 mensen. Miljoenen over heel de wereld keken mee via de televisie. In veel landen hingen de vlaggen op overheidsgebouwen halfstok.
James Earl Ray, een misdadiger die echter niet eerder geweld had gebruikt, bekende op advies van zijn advocaat de moord en ontliep zo de doodstraf. Hij werd veroordeeld tot 99 jaar gevangenisstraf. De rest van zijn leven probeerde hij zijn bekentenis in te trekken en beweerde hij dat er een samenzwering was geweest. In 1997 werd deze opvatting gesteund door leden van de familie van King. Ray stierf in een gevangenis in 1998. In 1999 won de familie van King een juryrechtszaak in Memphis tegen Loyd Jowers, die beweerde dat hij de moord voor een maffiafiguur had gepleegd. Veel deskundigen waren echter niet overtuigd door het vonnis en in 2000 werd, na een onderzoek van 18 maanden, geconcludeerd dat er geen bewijsmateriaal tegen Jowers was.

## Nabestaanden
Kings weduwe Coretta Scott King, die na zijn dood zijn werk voortzette, overleed op 30 januari 2006 op 78-jarige leeftijd in Mexico. Het echtpaar had twee dochters en twee zonen. Een van de dochters, Yolanda King, overleed op 15 mei 2007 in Santa Monica op 51-jarige leeftijd aan een hartaanval.

## Werken

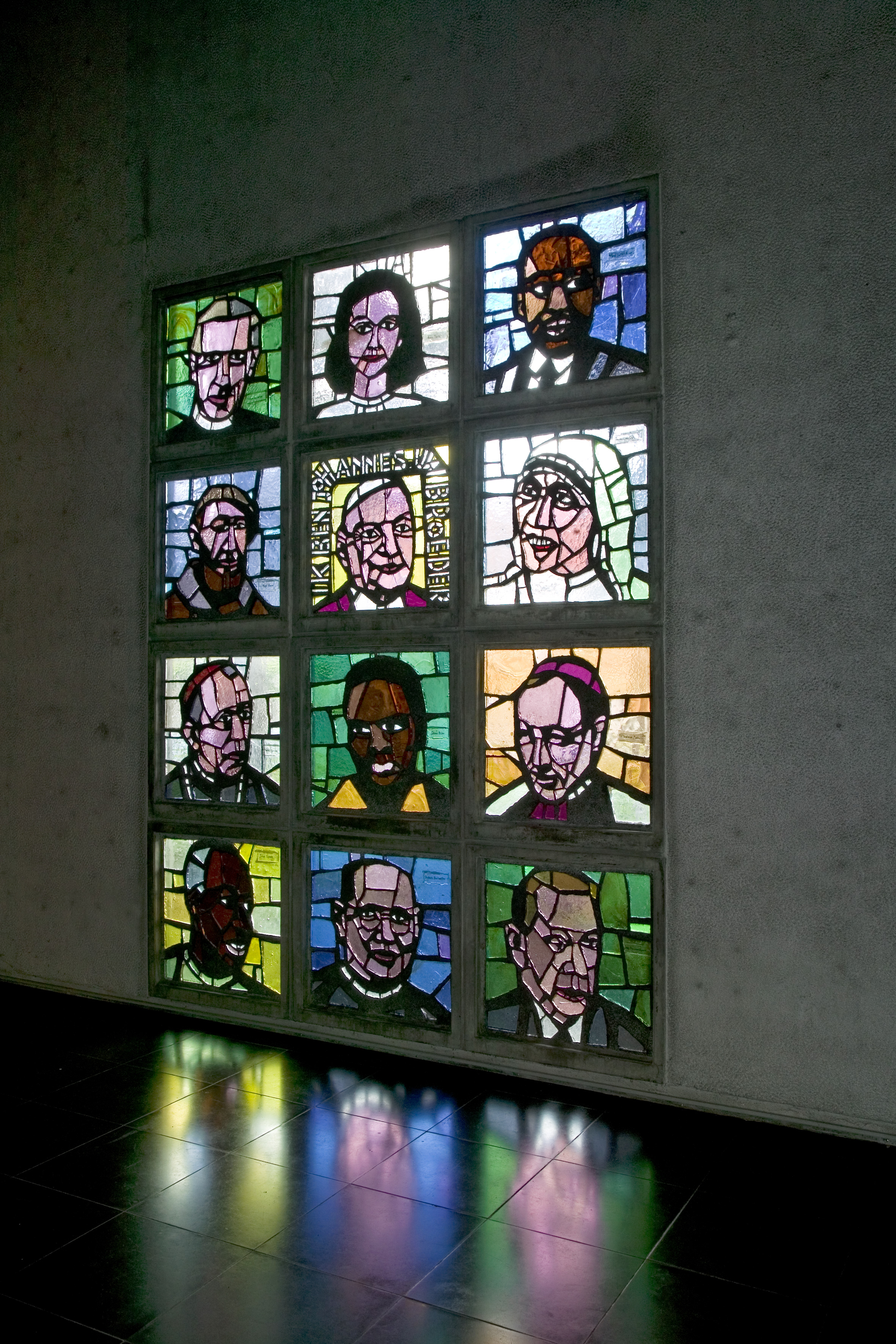
Martin Luther King (rechtsboven) als moderne heilige in de Sint-Annakerk (Heerlen)

### Boeken
- 1958: Stride Toward Freedom: The Montgomery Story. Kings eerste boek gaat over de busboycot van Montgomery en zijn filosofie van geweldloze confrontatie.
- 1963: Letter from the Birmingham Jail. King reageert op critici en licht zijn filosofie toe.
- 1964: Why We Can't Wait. Over de demonstraties van 1963 en de mars naar Washington.

### Toespraken
Enkele bekende toespraken van King zijn:
- As the negro wins, labor wins
- Give us the ballot
- We will transform the South
- Beyond Vietnam: a time to break silence
- I Have a Dream
- I have seen the promised land
- How long, not long. No lie can live forever.

Op de toespraken van King rusten auteursrechten. Om die reden kon er in de film Selma uit 2014, over de mars voor burgerrechten naar Selma, geen gebruik worden gemaakt van de oorspronkelijke teksten en werden ze herschreven voor de film.